# Rugby a 15 nel 1903
Nel rugby a 15 nel 1903 una meta valeva 3 punti, la sua trasformazione altri due. La realizzazione di un calcio di punizione: tre punti. Il drop e il calcio da mark: 4 punti.

## Attività internazionale

### Tornei per nazioni
|  | Home Championship | Scozia |

### Tour
- Una Selezione delle Isole Britanniche si reca in tournée in Sud Africa.

Due vittorie ed una sconfitta nei test ufficiali.
| Johannesburg 26 agosto 1903 | Sudafrica | 10 – 10 | Gran Bretagna |  |

| Kimberley 5 settembre 1903 | Sudafrica | 0 – 0 | Gran Bretagna |  |

| Città del Capo 12 settembre 1903 | Sudafrica | 8 – 0 | Gran Bretagna |  |

- Una Selezione neozelandese si reca in tournée in Australia.

nell'unico test ufficiale conquista una facile vittoria:
| Sydney 15 agosto 1903 | Australia | 3 – 22 | Nuova Zelanda | (Cricket Ground) |

## I Barbarians
- I Barbarians hanno disputato i seguenti incontri:

| Penarth 10 aprile 1903 | Penarth RFC | 0 – 3 | Barbarians |  |

| Swansea 11 aprile 1903 | Swansea RFC | 28 – 0 | Barbarians | Saint Helen's |

| Cardiff 13 aprile 1903 | Cardiff RFC | 4 – 10 | Barbarians | Arms Park |

| Devonport 14 aprile 1903 | Devonport | 0 – 7 | Barbarians |  |

| Cardiff 26 dicembre 1903 | Cardiff RFC | 41 – 3 | Barbarians | Arms Park |

| Newport 28 dicembre 1903 | Newport RFC | 17 – 5 | Barbarians | Rodney Parade |

## Campionati nazionali
| Argentina     | Camp. di Buenos Aires   | Buenos Aires                |
| Francia       | Campionato              | Stade français              |
| Inghilterra   | Campionato delle contee | Durham                      |
| Nuova Zelanda | Ranfurly Shield         | Auckland detentore dal 1902 |